# Valentina Sauca

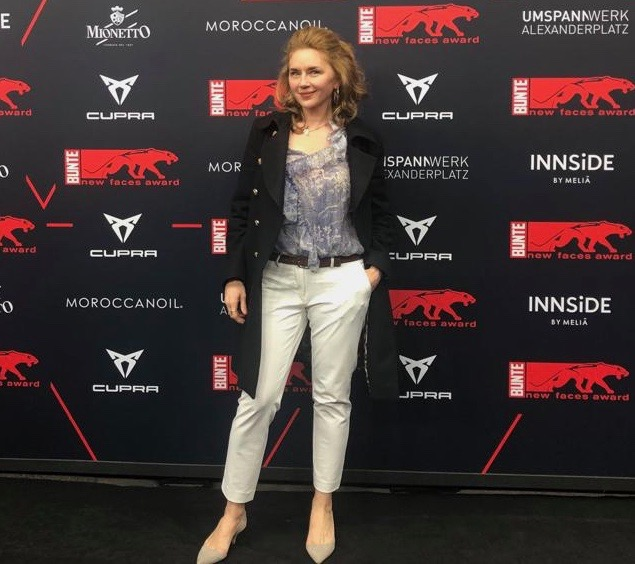
Valentina Sauca - Bunte New Talents Awards 2019

Valentina Sauca (* 1968 in Bukarest) ist eine deutsche Schauspielerin und Unternehmerin rumänischer Abstammung.

## Leben
Valentina Sauca kam im Alter von neun Jahren nach Deutschland. In ihrer Jugend war sie fünf Jahre lang als Wettkampfschwimmerin erfolgreich, wobei sie auch bei Deutschen Meisterschaften startete. In der Folge zog sie nach London, um dort als Model zu arbeiten und studierte später ein Jahr Innenarchitektur am Santa Monica College in Los Angeles, Kalifornien.
Von 1992 bis 1994 begann Sauca ihre Ausbildung mit dem Schauspielstipendium Classe Libre an der Cours Florent in Paris. Sie steht sowohl für das deutsche als auch das französische Fernsehen regelmäßig vor der Kamera. Im Theater war sie sowohl in Theater-Klassikern von Alfred de Musset, Luigi Pirandello, William Shakespeare als auch in Boulevardstücken zu sehen.
In den Sophiensälen Berlin spielte sie in einer der frühen Inszenierungen Ulrich Rasches, 231, East 47th Street von Andy Warhol.
Im Kino hat sie unter anderem unter der Regie von Jean Pierre Mocky, Jean Jacques Beineix, Bernard Rapp, Leander Haussmann, Tom Barman, David Perrault und Nikolai Müllerschön gearbeitet.
Für den deutsch-französischen Sender ARTE moderierte Sauca von 2005 bis 2006 in beiden Sprachen das Lifestyle-Magazin Chic.
Nach einem fünfjährigen Studium der Psychoanalyse an der Ecole Européenne des Philosophies & Psychothérapie Appliquées (E.E.P.A.) in Paris arbeitet sie unter dem Pseudonym Vale Wolf als Betreuer für Künstler. Sie ist Mitinhaberin der europäischen Schauspieleragentur Luisa Held Management.
Valentina Sauca ist Mutter von zwei Kindern. Der Vater der Tochter ist der französische Regisseur Jean-Jacques Beineix. Der Sohn stammt aus einer weiteren Beziehung. Die Angaben zu ihrem heutigen Wohnsitz schwanken zwischen Berlin, Paris und Frankfurt am Main.

## Filmografie (Auswahl)
- 1996: Arsène Lupin
- 1998: Vidange
- 2000: Une et une font six – Chassé-croisé
- 2000: Une et une font six – Vive la mariée!
- 2000: Lycée Corbiere
- 2000: Une affaire de goût
- 2001: Das Amt – Etikettenschwindel
- 2001: Mortal Transfer (Mortel transfert)
- 2001: Tatort – Der lange Arm des Zufalls
- 2001: Der kleine Mann (Fernsehserie)
- 2002: Le grand Patron – Le froid qui sauve
- 2003: Pfarrer Braun – Das Skelett in den Dünen
- 2004: SOKO Leipzig – Die Tote aus Riga
- 2004: Der letzte Zeuge – Der grüne Diamant
- 2004: Der Bulle von Tölz: Süße Versuchung
- 2005: Die Rosenheim-Cops – Schneewittchens letzter Ritt
- 2005: Heirate meine Frau
- 2005–2006: Chic Moderation von Chic
- 2006: Unter Verdacht – Willkommen im Club
- 2007: Die Frauen der Parkallee
- 2007: Rock’n Roll Circus
- 2007: SOKO Kitzbühel – Tödliche neue Welt
- 2010: Schnell ermittelt – Ivanka
- 2009: SOKO Donau – Böser Zauber
- 2009: Dinosaurier – Gegen uns seht ihr alt aus!
- 2010: Polizeiruf 110 – Fremde im Spiegel
- 2011: Küstenwache – Falsches Vertrauen
- 2011: Victoire Bonnote – Dis-moi d’où tu viens...
- 2013: Just Married – Hochzeiten zwei
- 2013: Enquêtes réservées – La belle endormie
- 2016: Der Zürich-Krimi – Borcherts Fall
- 2016: Über Barbarossaplatz
- 2016: SOKO Kitzbühel – 15 Minuten
- 2016: Spuren der Rache
- 2016: Profiling Paris – Les Élus, deuxième partie
- 2016: Berlin Station – Thomas Shaw
- 2018: Die Inselärztin – Neustart auf Mauritius
- 2018: Die Inselärztin – Notfall im Paradies
- 2021: In Wahrheit: In einem anderen Leben
- 2021: Los(ge)lassen
- 2022: Tatort: Warum
- 2023: German Crime Story: Gefesselt
- 2023: Die Chefin – Millionen Gründe

## Theater
- 1996: Histoire de Prenoms – Tournee
- 1995: Curiosité du mal – Tournee
- 1996: Femme enigme – Tournee
- 1997: An evening with G. Lineker – Nesle Theater Paris
- 1998: Ce que femme veut – Mathurins Theater Paris
- 1998: Les cinémas d'antibes – Théâtre Édouard VII Paris
- 1999: Je rêve (mais peut-être pas) – La Comedia Theater Paris
- 2004: 231, East 47th Street – Sophiensäle Berlin
- 2010: Je táime – Théatre 14 Paris